# Saint-Nazaire-de-Ladarez
Saint-Nazaire-de-Ladarez è un comune francese di 348 abitanti situato nel dipartimento dell'Hérault nella regione dell'Occitania.

## Società

### Evoluzione demografica
Abitanti censiti